# Mater Dolorosa (Memling)
Mater Dolorosa é uma pintura atribuída no presente ao pintor primitivo flamengo de origem alemã Hans Memling, tendo sido criada cerca de 1480.
O quadro representa Maria na situação de Mater Dolorosa, que constituti uma das muitas formas da devoção católica da Virgem Maria. Provavelmente fazia parte de um díptico retratando a Mater Dolorosa num painel e Cristo coroado de espinhos no outro, podendo este último painel, segundo a Web Art Gallery, ser o que está em Génova, e cuja imagem se reproduz mais abaixo (sendo as dimensões e os estilos de ambos os painéis muito próximos).
Um caso similar de díptico da mesma época (1460) em que estão representados Cristo com coroa de espinhos e a sua Mãe com semblante de Mater Dolorosa é a do pintor Simon Marmion que faz parte do acervo do Museu de Arte de Estrasburgo.

## Autoria
A tendência atual mais generalizadamente aceite é a de atribuir esta obra dos Uffizi a Hans Memling, constituindo esta pintura a melhor de muitas versões posteriores conservadas em outros museus. Durante bastante tempo, no entanto, foi atribuída a Dürer e a Joos van Cleve. 
Em nota sobre uma outra versão de Mater Dolorosa também de artista primitivo flamengo, o Museu Nacional de Arte Ocidental de Tóquio na sua página web refere que a obra existente nos Uffizi de Florença é muito próxima à obra do NMAO, sendo da autoria de Hans Memling.
Na página web intitulada Les Belges, leur histoire ..., a obra Mater Dolorosa dos Uffizi é atribuída a Hans Memling, sendo indicada a data de 1480.
No entanto, no livro Los Uffizi - Guía oficial Todas las obras, Gloria Fossi considera esta obra Mater Dolorosa dos Uffizi como sendo de inícios do séc. XVI e atribui-a a um artista peruginiano como cópia de obra de Hans Memling, sendo também referido que antes fora atribuída a Joos van Cleve.
Por sua vez, no Polo Museale Fiorentino a obra é indicada com o número de inventário 1890 e atribuída ao círculo e com ajuda de Pietro Perugino, sendo cópia de original de Memling, sendo ainda indicadas como outras atribuições Hans Memling e Joos Van Cleve.

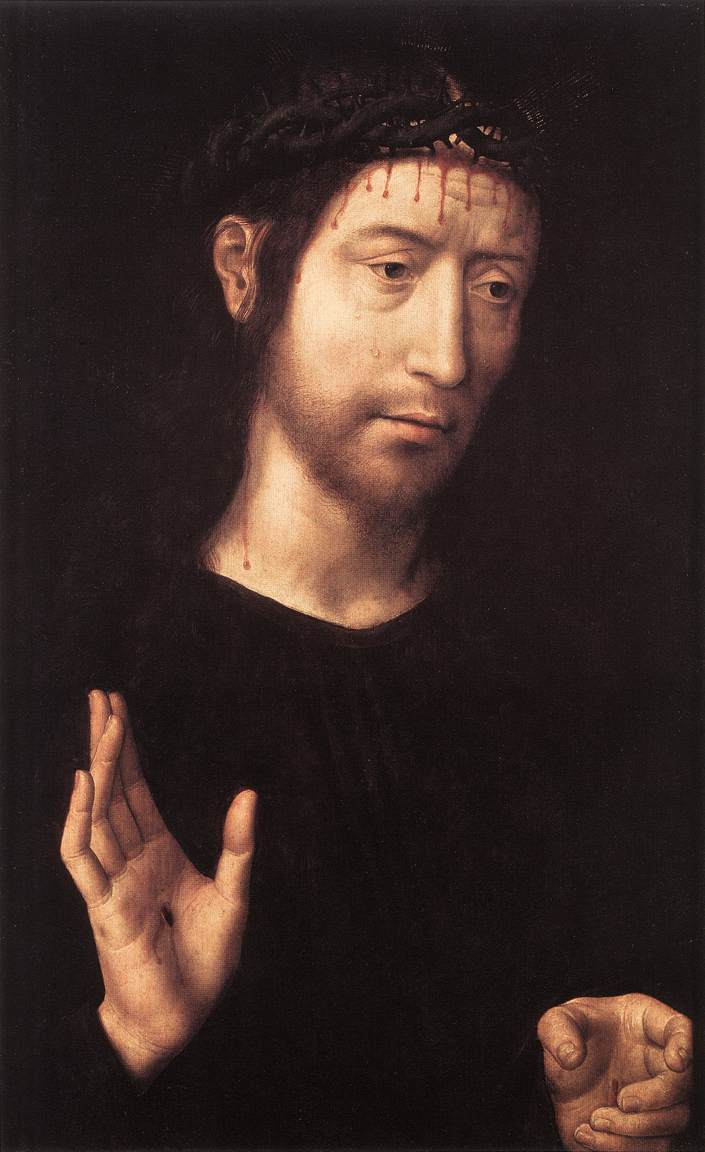
Cristo com coroa de espinhos (1470), Hans Memling, Óleo sobre madeira, 52 x 32 cm, no Palácio Branco, Génova

## História
De acordo com o Polo Museale Fiorentino conhece-se a localização da obra desde 1675, cerca de duzentos anos após a sua criação, sendo os seguintes os sucessivos locais de conservação:
- Coleção do cardeal Leopoldo de Médici, Florença, 1675 (data de saída)
- Castelo de Poppi, como abrigo na II Guerra Mundial, em 19-12-1942 (data de entrada)
- Palácio Pitti, Museu das Pratas, Florença, 22-7-1945 (data de entrada)
- Galleria degli Uffizi, Palácio dos Uffizi, Florença, 10-4-1951 (data de entrada)
- Palácio Pitti, Galeria Palatina, Florença, 7-6-1954 (data de entrada)
- Galleria degli Uffizi, Palácio dos Uffizi, Florença, 14-10-1961 (data de entrada)
- Palácio Pitti, Galeria Palatina, Florença, 23-4-1965 (data de entrada)
- Galleria degli Uffizi, Palácio dos Uffizi, Florença, 18-11-1974 (data de entrada)